# Drosophila gorokaensis
Drosophila gorokaensis är en tvåvingeart som beskrevs av Toyohi Okada och Carson 1982. Drosophila gorokaensis ingår i släktet Drosophila och familjen daggflugor.
Artens utbredningsområde är Nya Guinea.